# ستانلي مكندلز
ستانلي مكندلز (بالإنجليزية: Stanley McCandless)‏ هو مصمم إضاءة أمريكي، ولد في 9 مايو 1897 في شيكاغو في الولايات المتحدة، وتوفي في 4 أغسطس 1967 في نيو هيفن في الولايات المتحدة.